# 杜克岛 (月球山脉)

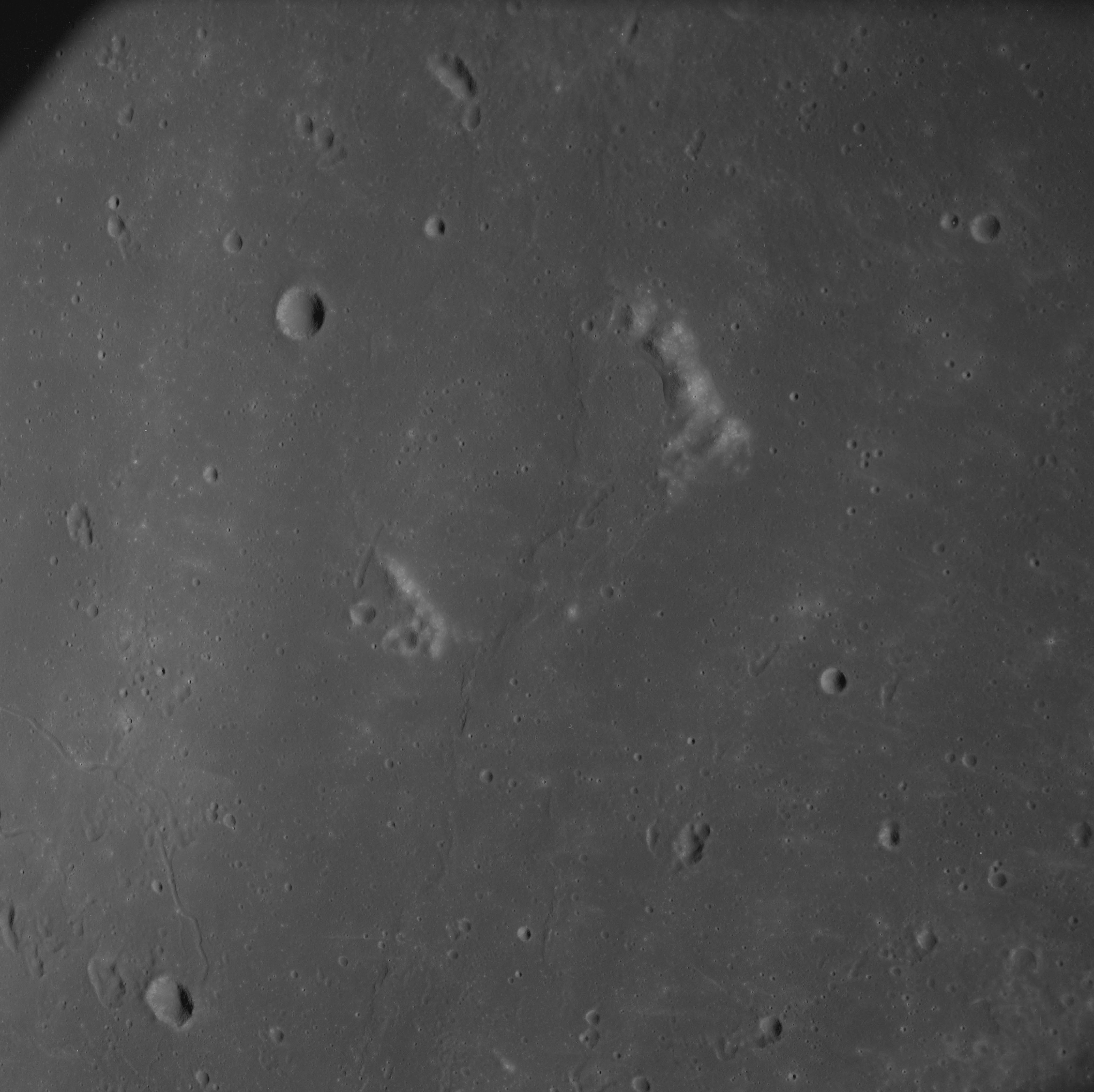
阿波罗10号拍摄的布特山（右上）和杜克岛（左中）

杜克岛（Duke Island）是月球静海中的一座小山，它位于马斯基林陨石坑西南约64公里，距阿波罗11号降落点约188公里。
不像许多其他已被阿波罗宇航员命名的特征，该座山丘的名字并未得到国际天文学联合会的正式认可。不过，杜克岛和其他非正式的月貌特征，如附近的布特山及位于塞奇山脉内的玛丽莲峰（Mount Marilyn）都被航天员们当作首次登陆点的重要导航界标 。
“杜克”是指宇航员查尔斯·杜克，他曾担任过阿波罗11号登月期间的宇航通讯员（CAPCOM）和阿波罗16号登月舱驾驶员。

## 另请参阅
- 按高度排列的月球山脉表